# Josef Karl
Josef Karl (* 2. Juni 1922 in Niederrußbach; † 8. März 1989) war ein österreichischer Politiker (SPÖ) und Landwirt. Er war von 1972 bis 1974 Abgeordneter zum Landtag von Niederösterreich.

## Leben
Karl besuchte die Volksschule und war danach beruflich als Hilfsarbeiter in einer Weingroßhandlung tätig. Er wurde im Zuge des Zweiten Weltkriegs 1940 dienstverpflichtet und diente zwischen 1942 und 1945 in der Armee.

## Politik
Politisch engagierte sich Karl nach dem Ende des Krieges von 1950 bis 1970 als Gemeinderat in Niederrußbach und wurde nach der Gemeindezusammenlegung zur Gemeinde Rußbach von 1970 bis 1990 geschäftsführender Gemeinderat. Er wirkte zudem ab 1953 als Mitglied des Landesvorstandes und ab 1965 als Mitglied Bundesvorstandes des Arbeitsbauernbundes und war von 1970 bis 1983 dessen Obmannstellvertreter. Zudem engagierte er sich ab 1965 als Landeskammerrat. Karl folgte am 20. Dezember 1972 dem ausgeschiedenen Franz Scheidl in den Landtag nach und gehörte diesem Gremium bis zum 11. Juli 1974 an. 